# Shareware
Shareware (u neposrednom prijevodu s engleskog jezika "dijeljena roba"; u hrv. slengovima sharevare i šeravera, izgovara se "share-vare" i "šera-vera") je pojam pod kojim se podrazumjeva način distribucije proizvoda (najčešće softvera) na taj način da je kupcu omogućeno prethodno isprobavanje proizvoda prije nego isti bude plaćen. Javno je dostupan, besplatan određeno određeno vrijeme, obično mjesec dana. Način korištenja obično još bude ograničen.
Ovaj pojam se najčešće rabi u informatici za softver koji je distribuiran uz odgodu plaćanja na neki unaprijed oređeno razdoblje. Shareware softver je obično potpuno funkcionalno neko određeno razdoblje nakon čega ga je potrebno ukloniti s računala. U ugovoru (EULA) koji dolazi uz instalaciju softvera, opisane su obaveze korisnika prema proizvođaču. One mogu biti pravne ili moralne. 

## Zaštita interesa
Da bi zaštitili svoj interes proizvođači implementiraju posebne funkcionalnosti koje su u stanju potpuno onesposobiti program nakon isteka dozvoljenog roka upotrebe programa. Dalja uporaba je omogućena samo unošenjem ispravnih podataka o registraciji ili aktiviranjem od strane kompanijinog web sajta. Osim ovoga, prave se posebni sistemi zaštite koji onemogućavaju zlonamjerne korisnike od višestrukog instaliranja programa ili pomjeranja datuma internog sata.

## Popularizacija
Prvi koji je iskoristio ovaj naziv je bio Bob Wallace da bi opisao svoj softver PC-Write i to u 80-tim godinama dvadesetog stoljeća. Veća popularizacija ovakvog načina distribucije softvera je počela paralelno s razvojem interneta. Koristile su ga uglavnom manje tvrtke je to bio idealan put za prezentaciju svojih proizvoda krajnjim korisnicima. U novije vrijeme na taj se način odlučuju i velike kompanije za neke svoje proizvode.

## Vrste shareware-a

### Probna verzija (trialware)
Probna verzija ili  je program koji ograničava vrijeme u kojem se može učinkovito koristiti, obično putem ugrađenog vremenskog ograničenja, broja korištenja ili dopuštanja napredovanja samo do određene točke (npr. u videoigrama, vidi Demo igre ). Korisnik može isprobati program s punim funkcijama dok ne istekne probno razdoblje, a zatim se većina probnih verzija vraća u način rada sa smanjenom funkcionalnošću (freemium, nagware ili crippleware) ili u način rada bez funkcionalnosti, osim ako korisnik ne kupi punu verziju. Probni softver postao je normaliziran za online softver kao uslugu (SaaS). WinRAR je značajan primjer neograničenog probnog programa, tj. programa koji zadržava punu funkcionalnost čak i nakon završetka probnog razdoblja.
Razlog zašto se probni softver nudi jest pružiti potencijalnim korisnicima priliku da isprobaju program kako bi procijenili njegovu korisnost prije kupnje licence. Prema istraživačkoj tvrtki Softletter, 66% anketiranih online tvrtki imalo je stopu konverzije od besplatnih probnih verzija do plaćajućih korisnika od 25% ili manje. Pružatelji SaaS usluga koriste širok raspon strategija za njegovanje potencijalnih klijenata i njihovo pretvaranje u kupce koji plaćaju.

### Freemium
Freemium funkcionira tako da besplatno nudi proizvod ili uslugu (obično digitalne ponude poput softvera, sadržaja, igara, web usluga ili drugog), dok naplaćuje premiju za napredne značajke, funkcionalnosti ili povezane proizvode i usluge. Na primjer, potpuno funkcionalna verzija s ograničenim značajkama može se dati besplatno, s naprednim značajkama onemogućenim dok se ne plati licencna naknada. Riječ freemium kombinira dva aspekta poslovnog modela: eng. "free" – besplatno i "premium". Postao je popularan model, posebno u antivirusnoj industriji.

### Adware
Adware, skraćenica za eng. advertising-supported software – softver podržan oglašavanjem, jest bilo koji softverski paket koji automatski prikazuje oglase kako bi ostvario prihod za svog autora. Shareware je često u paketu s adwareom kako bi se smanjile naknade za shareware ili uklonila potreba za naplatom korisnicima. Oglasi mogu biti u obliku bannera na prozoru aplikacije. Funkcije mogu biti dizajnirane za analizu koje web stranice korisnik posjećuje i za prikazivanje oglasa relevantnih za vrste robe ili usluga koje se tamo nalaze. Izraz se ponekad koristi za softver koji prikazuje neželjene oglase, koji su obično nametljiviji i mogu se pojaviti kao iskočni prozori, kao što je slučaj kod većine špijunskog softvera orijentiranog na oglase. Tijekom instalacije namjeravanog softvera, korisniku se nudi zahtjev da prihvati uvjete ugovora o licenci za krajnjeg korisnika ili slične licence koja uređuje instalaciju softvera.

### Crippleware
Crippleware ima vitalne značajke programa, poput ispisa ili mogućnosti spremanja datoteka, onemogućene ili neželjene značajke poput vodenih žigova na softveru za screencasting i uređivanje videa sve dok korisnik ne kupi softver. To korisnicima omogućuje da detaljno pogledaju značajke programa bez mogućnosti da ga koriste za generiranje rezultata. Razlika između freemiuma i cripplewarea je u tome što nelicencirani freemium program ima korisne funkcionalnosti, dok crippleware pokazuje svoj potencijal, ali sam po sebi nije koristan.

### Donacijski softver (Donationware)
Donationware je model licenciranja koji korisniku isporučuje potpuno operativan neograničen softver i zahtijeva da se programeru ili trećoj strani korisniku (obično neprofitnoj organizaciji) isplati opcionalna donacija.  Iznos donacije može odrediti i autor ili se može prepustiti diskreciji korisnika, na temelju individualne percepcije vrijednosti softvera. Budući da donationware dolazi potpuno operativan (tj. nije crippleware  s opcionalnim plaćanjem, riječ je o vrsti freewarea. U nekim slučajevima postoji kašnjenje pokretanja programa ili "zaslon koji dosađuje" koji podsjeća korisnika da nije donirao projektu. Ova značajka dosađivanja i/ili odgođeni početak često se uklanjaju u ažuriranju nakon što korisnik donira (plati) softver.

### Nagware
Nagware (eng. nag – zanovijetati, također poznat kao begware, annoyware ili nagscreen) je pogrdan izraz za shareware koji uporno podsjeća korisnika da kupi licencu. To obično čini prikazivanjem poruke kada korisnik pokrene program ili povremeno dok korisnik koristi aplikaciju. Ove poruke mogu se pojaviti kao prozori koji zaklanjaju dio zaslona ili kao modalni prozori s porukama koji se mogu brzo zatvoriti. Neki nagware zadržavaju poruku određeno vremensko razdoblje i zaključavaju aplikaciju, prisiljavajući korisnika da čeka prije nego što nastavi koristiti program. Nelicencirani programi koji podržavaju ispis mogu na ispisani ispis staviti vodeni žig, obično navodeći da je ispis nastao nelicenciranom kopijom.
Neki naslovi prikazuju dijaloški okvir s podacima o plaćanju i porukom da će plaćanje ukloniti obavijest, koja se obično prikazuje prilikom pokretanja ili nakon određenog vremena dok se aplikacija izvodi. Ove obavijesti osmišljene su kako bi natjerale korisnika da plati.

### Postcardware
Postcardware, također nazvan cardware, je stil distribucije softvera sličan sharewareu, koji distribuira autor pod uvjetom da korisnici pošalju autoru razglednicu. Varijacija cardwarea, emailware, koristi isti pristup, ali zahtijeva od korisnika da autoru pošalje e-poštu. Postcardware, kao i drugi uvjeti distribucije neobičnog softvera, često se ne strogo provode. Cardware je sličan beerwareu.
Koncept je prvi upotrijebio Aaron Giles, autor JPEGViewa. Još jedan poznati primjerak postcardwarea je roguelike igra Ancient Domains of Mystery, čiji autor skuplja razglednice iz cijelog svijeta. Orbitron se distribuira kao postcardware. Exifer je popularna aplikacija među digitalnim fotografima koja je bila postcardware. Caledos Automatic Wallpaper Changer je "još uvijek živ" projekt cardwarea. "Empathy" je postcardware za izvršne datoteke zaštićene lozinkom. Dual Module Player i Linux također su dugo bili postcardware. Primjer emailwarea je videoigra Jump 'n Bump. Još jedna popularna tvrtka za postcardware su programeri Laravel paketa iz Spatiea, koji su izdali preko 200 paketa otvorenog koda za Laravel framework, koji su licencirani kao postcardware i svi su prikazani na njihovoj web stranici.

## Vanjske poveznice
- Shareware Industry Conference
- Udruženje shareware proizvođača
- Europska shareware konferencija